# Worlds End (2023)
Worlds End (2023) foi um evento pay-per-view (PPV) de luta profissional produzido pela All Elite Wrestling (AEW). Aconteceu no sábado, 30 de dezembro de 2023, no Nassau Veterans Memorial Coliseum em Uniondale, Nova York, em Long Island, marcando o primeiro PPV da empresa a ser realizado no estado de Nova York. O evento contou com a final do Continental Classic inaugural para coroar o primeiro Campeão Continental da AEW e, posteriormente, o primeiro campeão da Tríplice Coroa da AEW.

## Produção

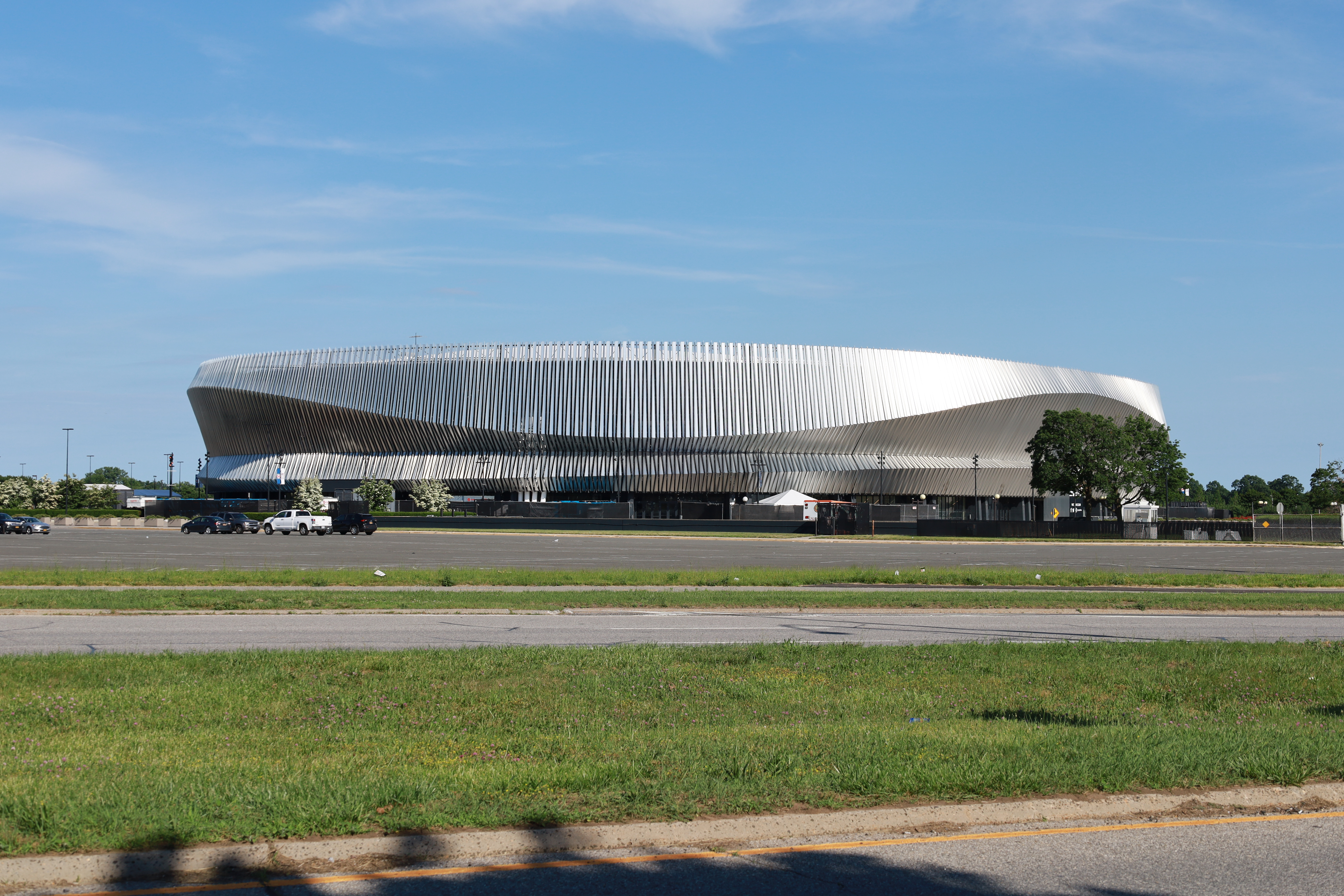
O evento foi realizado no Nassau Veterans Memorial Coliseum em Uniondale, Nova York, em Long Island, marcando o primeiro evento pay-per-view da All Elite Wrestling realizado no estado de Nova York.

### Introdução
Em 25 de outubro de 2023, foi relatado que a promoção americana de luta livre profissional All Elite Wrestling (AEW) havia entrado com um pedido de registro de marca registrada do nome "Worlds End". Mais tarde naquela mesma noite no Dynamite, a AEW anunciou que realizaria um evento pay-per-view (PPV) intitulado Worlds End no sábado, 30 de dezembro de 2023, no Nassau Veterans Memorial Coliseum em Uniondale, Nova York, em Long Island, marcando o primeiro PPV da empresa a ser realizado no estado de Nova York. Os ingressos foram colocados à venda em 3 de novembro de 2023.

### Rivalidades
Worlds End contou com lutas de profissional que foram o resultado de rivalidades e histórias preexistentes, com resultados pré-determinados pelos escritores da AEW. As histórias foram produzidas nos programas semanais de televisão da AEW, Dynamite, Collision e Rampage.
No episódio de 11 de novembro de Collision, o presidente da AEW, Tony Khan, anunciou o AEW Continental Classic, um torneio round-robin de 12 jogadores semelhante ao G1 Climax da New Japan Pro-Wrestling (NJPW), a ser realizado em episódios de Dynamite, Rampage e Collision, a partir do episódio de 22 de novembro do Dynamite, com as semifinais (promovidas como Finais da Liga) realizadas em 27 de dezembro no Dynamite: New Year's Smash e a Final do Campeonato realizada no Worlds End. Bryan Danielson anunciou sua participação no Continental Classic, apesar de sua lesão óssea orbital. Eddie Kingston também anunciou sua participação e que seu Campeonato Mundial da ROH da promoção irmã Ring of Honor (ROH) e seu Campeonato Forte Peso Aberto da NJPW também estariam em jogo na final do torneio. Além desses dois títulos, também foi revelado que o vencedor do torneio se tornaria o primeiro Campeão Continental da AEW, com os três títulos sendo então coletivamente detidos e defendidos sob a bandeira de Campeão da Tríplice Coroa. Nas finais da liga no Dynamite: New Year's Smash, Kingston e Jon Moxley venceram as respectivas finais da Liga Azul e da Liga Ouro, estabelecendo assim a final do campeonato no Worlds End.
No Dynamite: Grand Slam em 20 de setembro, MJF derrotou Samoa Joe para reter o Campeonato Mundial da AEW. Também durante essa partida, o parceiro de duplas de MJF, Adam Cole, machucou o pé depois de pular da rampa de entrada quando saiu para apoiar MJF. Posteriormente, Cole não conseguiu defender o Campeonato Mundial de Duplas da ROH com MJF, que estava programado para defendê-lo durante o pré-show Full Gear Zero Hour em 18 de novembro. Joe se ofereceu para ser parceiro de MJF na defesa do título com a condição de que MJF o fizesse. dê a ele outra oportunidade no Campeonato Mundial da AEW. MJF inicialmente recusou, mas ele finalmente concordou depois que Joe o salvou de uma surra, e eles mantiveram o título, embora MJF tenha sofrido uma pequena lesão na perna. No episódio subsequente de Dynamite, depois que Cole o convenceu a cumprir sua promessa, MJF disse que defenderia o Campeonato Mundial da AEW contra Joe naquela noite, mas Joe recusou, pois queria enfrentar um MJF curado no evento principal do Worlds End. na cidade natal de MJF, Long Island, e MJF foi aceito.
No WrestleDream, depois que Christian Cage manteve o Campeonato TNT da AEW contra Darby Allin, Cage, Luchasaurus e Nick Wayne continuaram seu ataque a Allin até que Sting tentou fazer a defesa, mas ele também foi atacado. Quando Luchasaurus e Wayne estavam prestes a realizar um golpe em Sting, Adam Copeland fez sua estreia na AEW e salvou Sting e Allin. No episódio seguinte de Dynamite, Copeland disse a Cage que veio para a AEW para reformar sua dupla para que pudessem ter mais uma corrida juntos antes de se aposentar, mas Cage rejeitou a oferta. Isso levaria a uma luta no Full Gear onde Copeland, Sting e Allin derrotaram o Patriarcado (Cage, Luchasaurus e Wayne). Copeland então enfrentou Cage pelo Campeonato TNT no episódio de 6 de dezembro do Dynamite, mas perdeu depois que a mãe de Wayne, Shayna, interferiu e acertou Copeland com o cinturão do título. Em 16 de dezembro no Collision: Winter Is Coming, Copeland desafiou Cage para uma luta sem desqualificação pelo Campeonato TNT no Worlds End, e Cage aceitou.
No Full Gear, The Golden Jets (Chris Jericho e Kenny Omega) derrotaram The Young Bucks (Matt Jackson e Nick Jackson) para ganhar a oportunidade deste último no Campeonato Mundial de Duplas da AEW. Durante Dynamite: Winter Is Coming em 13 de dezembro, os Golden Jets convocaram os campeões Ricky Starks e Big Bill para invocar sua luta pelo título no Worlds End, que foi aceita. No entanto, dois dias depois, em 15 de dezembro, Omega revelou que havia sido legitimamente diagnosticado com diverticulite, tirando-o de ação indefinidamente e cancelando a partida no Worlds End. Em 23 de dezembro, durante Collision: Holiday Bash, Jericho anunciou que encontraria um novo parceiro para a luta pelo campeonato em uma data desconhecida. Na semana seguinte, durante Dynamite: New Year's Smash, Jericho salvou o retorno de Sammy Guevara de uma surra da família Don Callis (Powerhouse Hobbs, Konosuke Takeshita e Kyle Fletcher), com Starks e Bill posteriormente saindo para atacar Jericho e Guevara. Sting e Darby Allin apareceram para ajudar Jericho e Guevara a limpar o ringue. Mais tarde, uma luta de oito homens entre a equipe de Jericho, Guevara, Sting e Allin contra a equipe de Starks, Bill, Hobbs e Fletcher foi agendada para o Worlds End.

## Evento
| Função                  | Nome                                        |
| ----------------------- | ------------------------------------------- |
| Comentaristas           | Excalibur (Pre-show and PPV)                |
| Comentaristas           | Nigel McGuinness (Pre-show and PPV)         |
| Comentaristas           | Taz (Pre-show and PPV)                      |
| Comentaristas           | Tony Schiavone (PPV)                        |
| Comentaristas           | Stokely Hathaway (Pre-show)                 |
| Comentaristas           | Matt Menard (All-Star 8-man tag team match) |
| Anunciadores de ringue  | Justin Roberts                              |
| Anunciadores de ringue  | Dasha Gonzalez                              |
| Árbitros                | Aubrey Edwards                              |
| Árbitros                | Bryce Remsburg                              |
| Árbitros                | Paul Turner                                 |
| Árbitros                | Rick Knox                                   |
| Árbitros                | Stephon Smith                               |
| Árbitros                | Brandon Martinez                            |
| Entrevistadora          | Lexy Nair                                   |
| Apresentadores pré-show | Renee Paquette                              |
| Apresentadores pré-show | RJ City                                     |

## Resultados
| Nº                                          | Resultados | Estipulações | Tempo |
| ------------------------------------------- | --- | --- | ----- |
| Pré- show                                   | Willow Nightingale derrotou Kris Statlander | Luta Individual | 13:25 |
| Pré- show                                   | Killswitch venceu por última eliminação Trent Beretta | Battle Royal de 20 Lutadores para uma futura luta pelo Campeonato TNT da AEW | 13:50 |
| Pré- show                                   | Hook (c) derrotou Wheeler Yuta | FTW Rules pelo Campeonato FTW | 10:20 |
| 1                                           | Blackpool Combat Club (Claudio Castagnoli, Bryan Danielson), Mark Briscoe e Daniel Garcia derrotaram Brody King, Jay White, Jay Lethal e Rush                                  | Luta de duplas de oito homens | 17:50 |
| 2                                           | Miro derrotou Andrade El Idolo (with CJ) | Luta Individual | 14:45 |
| 3                                           | "Timeless" Toni Storm (c) (com Luther) derrotou Riho | Luta Individual pelo Campeonato Mundial Feminino da AEW | 11:40 |
| 4                                           | Swerve Strickland (com Prince Nana) derrotou Dustin Rhodes | Luta Individual | 9:30  |
| 5                                           | Le Sex Gods (Chris Jericho e Sammy Guevara), Sting e Darby Allin derrotaram Ricky Starks, Big Bill e The Don Callis Family (Kyle Fletcher e Powerhouse Hobbs) (com Don Callis) | Luta de duplas de oito homens | 15:40 |
| 6                                           | Julia Hart (c) derrotou Abadon | Luta Individual pelo Campeonato TBS da AEW | 11:35 |
| 7                                           | Adam Copeland derrotou Christian Cage (c) (com Shayna Wayne e "The Prodigy" Nick Wayne)                                                                                        | Luta sem desclassificação pelo Campeonato TNT da AEW | 25:00 |
| 8                                           | Christian Cage (com Shayna Wayne, "The Prodigy" Nick Wayne, e Killswitch) derrotou Adam Copeland (c)                                                                           | Luta Individual {small\|Cage imediatamente invocou a disputa de título conquistada por Killswitch no pré-show.}}                                                                                   | 0:11  |
| 9                                           | Eddie Kingston (c) vs. Jon Moxley | Luta Individual pelo AEW Continental Classic pelo primeiro Campeonato da Tríplice Coroa (Campeonato Mundial da ROH, Campeonato Forte Peso Aberto da NJPW e o inaugural Campeonato Continental AEW) | 17:20 |
| 10                                          | Samoa Joe derrotou MJF (c) (com Adam Cole) | Luta Individual pelo Campeonato Mundial da AEW | 17:50 |
| (c) – Refere-se aos campeões antes da luta. | | |       |

1. ↑  Ordem de eliminação: Serpentico, Dalton Castle, Johnny TV, Lee Johnson, Angelo Parker, Alex Reynolds, John Silver, Kip Sabian, Bryan Keith , Matt Menard, Christopher Daniels, Rocky Romero, Darius Martin, Ação Andretti, The Blade , The Butcher, Lance Archer, Danhausen e Trent Beretta
2. ↑  Strickland estava originalmente escalado para enfrentar Keith Lee, mas pouco antes do evento, Lee não recebeu autorização médica para competir, então ele foi substituído por seu parceiro de tag team Naturally Limitless Rodes.
3. ↑  Kingston é o atual Campeão Mundial da ROH e Forte Pesos Aberto da NJPW

### Torneio Continental Classic
|  | Classificado para a final da liga |

| Liga Azul          | Liga Azul | Liga Ouro         | Liga Ouro |
| Bryan Danielson    | 10        | Jon Moxley        | 12        |
| Eddie Kingston     | 9         | Swerve Strickland | 12        |
| ------------------ | --------- | ----------------- | --------- |
| Andrade El Idolo   | 9         | Jay White         | 12        |
| Claudio Castagnoli | 7         | Rush              | 6         |
| Brody King         | 6         | Mark Briscoe      | 3         |
| Daniel Garcia      | 3         | Jay Lethal        | 0         |

1. ↑  Kingston avança para a final da Liga Azul devido à vitória no confronto direto sobre Andrade ser o desempate.

| Blue League | Andrade            | Castagnoli         | Danielson         | Garcia             | King               | Kingston           |
| ----------- | ------------------ | ------------------ | ----------------- | ------------------ | ------------------ | ------------------ |
| Andrade     | —                  | Castagnoli (15:33) | Andrade (18:33)   | Andrade (11:02)    | Andrade (14:45)    | Kingston (15:39)   |
| Castagnoli  | Castagnoli (15:33) | —                  | Draw (20:00)      | Castagnoli (10:27) | King (12:34)       | Kingston (18:04)   |
| Danielson   | Andrade (18:33)    | Draw (20:00)       | —                 | Danielson (15:35)  | Danielson (15:11)  | Danielson (16:50)  |
| Garcia      | Andrade (11:02)    | Castagnoli (10:27) | Danielson (15:35) | —                  | Garcia (10:21)     | Kingston (12:12)   |
| King        | Andrade (14:45)    | King (12:34)       | Danielson (15:11) | Garcia (10:21)     | —                  | King (16:41)       |
| Kingston    | Kingston (15:39)   | Kingston (18:04)   | Danielson (16:50) | Kingston (12:12)   | King (16:41)       | —                  |
| Gold League | Briscoe            | Lethal             | Moxley            | Rush               | Strickland         | White              |
| Briscoe     | —                  | Briscoe (13:53)    | Moxley (11:29)    | Rush (11:25)       | Strickland (15:44) | White (11:19)      |
| Lethal      | Briscoe (13:53)    | —                  | Moxley (11:19)    | Rush (4:30)        | Strickland (13:51) | White (11:24)      |
| Moxley      | Moxley (11:29)     | Moxley (11:19)     | —                 | Moxley (14:32)     | Moxley (16:23)     | White (15:09)      |
| Rush        | Rush (11:25)       | Rush (4:30)        | Moxley (14:32)    | —                  | Strickland (14:53) | White (13:53)      |
| Strickland  | Strickland (15:44) | Strickland (13:51) | Moxley (16:23)    | Strickland (14:53) | —                  | Strickland (15:27) |
| White       | White (11:19)      | White (11:24)      | White (15:09)     | White (13:53)      | Strickland (15:27) | —                  |

|  | Finais da Liga Dynamite: New Year's Smash (27 de dezembro) | Finais da Liga Dynamite: New Year's Smash (27 de dezembro) | Finais da Liga Dynamite: New Year's Smash (27 de dezembro) |            |       | Final do Campeonato Worlds End (30 de dezembro) | Final do Campeonato Worlds End (30 de dezembro) | Final do Campeonato Worlds End (30 de dezembro) |  |
|  |                                                            |                                                            |                                                            |            |       |                                                 |                                                 |                                                 |  |
|  | B1                                                         | Bryan Danielson                                            | 22:37                                                      |            |       |                                                 |                                                 |                                                 |  |
|  | B1                                                         | Bryan Danielson                                            | 22:37                                                      |            |       |                                                 |                                                 |                                                 |  |
|  | B2                                                         | Eddie Kingston                                             | Pin                                                        |            |       |                                                 |                                                 |                                                 |  |
|  | B2                                                         | Eddie Kingston                                             | Pin                                                        |            | Azul  | Eddie Kingston                                  | Pin                                             |                                                 |  |
|  |                                                            |                                                            |                                                            |            | Azul  | Eddie Kingston                                  | Pin                                             |                                                 |  |
|  |                                                            |                                                            | Ouro                                                       | Jon Moxley | 17:16 |                                                 |                                                 |                                                 |  |
|  | G1–T                                                       | Jon Moxley                                                 | Ouro                                                       | Jon Moxley | 17:16 | Pin                                             |                                                 |                                                 |  |
|  | G1–T                                                       | Jon Moxley                                                 |                                                            |            |       |                                                 |                                                 |                                                 |  |
|  | G1–TG1–T                                                   | Swerve StricklandJay White                                 | 23:14                                                      |            |       |                                                 |                                                 |                                                 |  |